# City of Carlisle
Carlisle var mellan 1974 och 2023 ett distrikt med stadsstatus i Storbritannien. Det låg i grevskapet Cumbria i riksdelen England, 400 km norr om huvudstaden London. Det var det distrikt med stadsstatus som var störst till ytan, men bara en del av distriktet var tätbebyggt. Distriktet hade 107 524 invånare (2001).
Den 1 april 2023 blev det en del av den nya enhetskommunen Cumberland.

## Civil parishes
- Arthuret, Askerton
- Beaumont, Bewcastle, Brampton, Burgh by Sands, Burtholme
- Carlatton, Castle Carrock, Cummersdale, Cumrew, Cumwhitton
- Dalston
- Farlam
- Hayton, Hethersgill
- Irthington
- Kingmoor, Kingwater, Kirkandrews, Kirklinton Middle
- Midgeholme
- Nether Denton, Nicholforest
- Orton
- Rockcliffe
- Scaleby, Solport, St Cuthbert Without, Stanwix Rural, Stapleton
- Upper Denton
- Walton, Waterhead, Westlinton, Wetheral.[2]